# تپه الدریه
تپه الدریه مربوط به دوره ساسانیان است و در شهرستان شیروان، بخش مرکزی، دهستان حومه، ۳ کیلومتری جنوب روستای باغان واقع شده و این اثر در تاریخ ۲ مرداد ۱۳۸۷ با شمارهٔ ثبت ۲۳۱۰۸ به‌عنوان یکی از آثار ملی ایران به ثبت رسیده است.